# Governo Thaçi
Il governo Thaçi è il primo esecutivo del Kosovo dalla proclamazione d'indipendenza dalla Serbia (parzialmente riconosciuta). 
Il governo si è insediato il 17 febbraio 2008, presieduto da Hashim Thaçi e costituito in larga parte da ministri di cultura albanese, con la presenza di alcuni ministri serbi, bosniaci e turchi.

## Partiti
I partiti rappresentati nel governo:
- Partito Democratico del Kosovo (PDK)
- Lega Democratica del Kosovo (LDK)
- Partito Democratico Turco del Kosovo (KDTP).

## Composizione del governo
| Posizione               | Portfolio                                         | Nome                        | Partito |
| ----------------------- | ------------------------------------------------- | --------------------------- | ------- |
| Primo ministro          | Affari Generali                                   | Hashim Thaçi                | PDK     |
| Deputato primo ministro |                                                   | Hajredin Kuçi               | PDK     |
| Deputato primo ministro |                                                   | Ramë Manaj                  | LDK     |
| Ministro                | Affari Esteri                                     | Skënder Hyseni              | LDK     |
| Ministro                | Educazione, Scienza e Tecnologia                  | Enver Hoxhaj                | PDK     |
| Ministro                | Giustizia                                         | Nekibe Kelmendi             | LDK     |
| Ministro                | Energia e Miniere                                 | Justina Pula-Shiroka        | PDK     |
| Ministro                | Finanze ed Economia                               | Ahmet Shala                 | PDK     |
| Ministro                | Sviluppo e Pianificazione territoriale            | Mahır Yağcilar              | KDTP    |
| Ministro                | Amministrazioni Locali                            | Sadri Ferati                | LDK     |
| Ministro                | Affari Interni                                    | Zenun Pajaziti              | PDK     |
| Ministro                | Lavoro e Welfare                                  | Nenad Rašić                 | SLS     |
| Ministro                | Comunità e del Ritorno                            | Saša Rašić                  | SLS     |
| Ministro                | Salute                                            | Alush Gashi                 | LDK     |
| Ministro                | Servizi Pubblici                                  | Arsim Bajrami               | PDK     |
| Ministro                | Cultura, Giovani, Sport e Affari Non-Residenziali | Lirije Kajtazi (ad interim) | LDK     |
| Ministro                | Trasporti e Telecomunicazioni                     | Fatmir Limaj                | PDK     |
| Ministro                | Agricoltura, Foreste e Sviluppo Rurale            | Idriz Vehapi                | PDK     |
| Ministro                | Commercio e Industria                             | Lufti Zharku                | LDK     |